# Pierścień Schatzkiego
Pierścień Schatzkiego – włóknisty pierścień w okolicy połączenia przełyku z żołądkiem. Zwężenie to może być spowodowane przez błonę śluzową (wyściełającą przełyk) lub przez mięśniówkę. Może powodować zaburzenia połykania – dysfagię, a nawet, w poważniejszych przypadkach, całkowite zamknięcie przełyku. W czasie ezofagoskopii może uniemożliwiać wykonanie badania stwarzając wyczuwalną przeszkodę dla instrumentu, niewidoczną z powodu zbyt wąskiego pola widzenia. 
Nazwa pochodzi od niemiecko-amerykańskiego radiologa, Richarda Schatzkiego.
Pierścień Schatzkiego jest podtypem „pierścieni przełykowych” określanym jako pierścień B (pierścień A odnosi się do pierścienia w ujściu przełyku do żołądka).

## Objawy kliniczne
Nie wszyscy pacjenci z pierścieniem Schatzkiego mają objawy; niekiedy test połykania barytu ukazuje pierścień Schatzkiego u pacjenta bez trudności w połykaniu. Kiedy pierścień Schatzkiego daje objawy, są to zazwyczaj trudności w połykaniu pokarmów stałych lub odczucie pacjenta, że jedzenie może utknąć podczas połykania, zwłaszcza jeśli pokarm nie został odpowiednio przeżuty. Pacjenci są zazwyczaj w stanie zwymiotować dany kęs lub przeforsować kęs przez pierścień i kontynuować jedzenie. Jednakże może mieć miejsce całkowita obstrukcja przełyku zbitym kęsem pokarmu (ang. steakhouse syndrome). Może to spowodować ostry ból w klatce piersiowej i może wymagać natychmiastowego zabiegu endoskopowego, aby usunąć zablokowany kęs pokarmowy. Po zlokalizowaniu obstrukcji używa się specjalnych szczypiec, aby wyciągnąć kęs z przełyku lub przepchnąć go do żołądka. Przepchnięcie musi być jednak wykonane z ogromną ostrożnością.

## Diagnoza
Pierścień Schatzkiego jest zazwyczaj diagnozowany poprzez gastroskopię lub test połykania barytu. Endoskopia pokazuje pierścień w świetle przełyku, może on być różnej wielkości. Pierścień jest zazwyczaj zlokalizowany parę centymetrów ponad wpustem żołądka, gdzie przełyk uchodzi do żołądka. Pierścień Schatzkiego może często przypominać pokrewną jednostkę chorobową zwaną przeponą przełyku (ang. esophageal web). Przepony przełyku również związane są z większą warstwą śluzówki, ale nie zamykają całkowicie światła przełyku.
Endoskopie i przyjmowanie barytu wykonywane w innym celu, często ujawniają obecność pierścieni Schatzkiego, co oznacza, że wiele przypadków pierścieni jest bezobjawowa.
Opisano dwa rodzaje pierścieni Schatzkiego. Oryginalny pierścień opisany przez Schatzkiego i Gary był tkanką włóknistą dostrzeżoną podczas sekcji zwłok; jest to mniej spotykany typ. Znacznie częstszym jest pierścień zbudowany z tej samej błony śluzowej, która wyścieła cały przełyk. Pomimo wielu zaproponowanych hipotez, przyczyna tworzenia się pierścieni Schatzkiego nie jest pewna – obydwa, zarówno wrodzone i nabyte czynniki mogą być istotne.

## Leczenie
Bezobjawowe pierścienie raczej rzadko ulegają pogorszeniu z czasem i nie wymagają leczenia.
Objawowe pierścienie mogą być leczone poprzez poszerzenie przełyku, z użyciem poszerzadeł mechanicznych Savary’ego-Gillarda (tzw. bougie dilatators) lub poszerzadeł balonowych. Uważa się, że obydwa sposoby są podobnie efektywne. Poszerzanie z użyciem poszerzadeł mechanicznych Savary’ego-Gillarda oznacza włożenie długich rurek rozszerzających ze zwiększającym się rozmiarem w dół przełyku, zarówno przy wprowadzaniu rurki prowadnicowej do żołądka przy pomocy endoskopii (metoda Savary’ego-Gillarda), jak i poszerzadeł hydrostatycznych, pneumatycznych lub rtęciowych (Maloneya). Zabiegi te wykonuje się zazwyczaj w dożylnej sedacji, aby zmniejszyć dyskomfort. Poszerzanie może spowodować tymczasowe podrażnienie. Krótka terapia inhibitorem pompy protonowej (np. omeprazol) może zmniejszyć podrażnienie refluksem żołądkowym do przełyku. Okres trwania korzystnego stanu po poszerzaniu przełyku jest różny, ale zazwyczaj trwa od paru miesięcy do kilku lat. Poszerzanie można wykonać ponownie, jeśli wystąpi nawrót zwężenia.